# Westfield Southgate
Westfield Southgate, anteriormente conocido como Southgate Plaza, es un centro comercial en Sarasota, Florida. Sus tres tiendas anclas son Dillard's, Macy's y Saks Fifth Avenue. 
The Westfield Group adquirió el centro comercial en 2002, cambiándole el nombre a "Westfield Shoppingtown Southgate", luego en junio de 2005 desapreció el nombre de "Shoppingtown". Westfield también es propietario del cercano centro comercial Westfield Sarasota Square.

## Anclas
- Dillard's (94,000 pies cuadrado)
- Macy's (151,874 pies cuadrado)
- Saks Fifth Avenue (40,000 pies cuadrado)